# Exeed
Exeed (en chino: 星途; pinyin: Xīng tú; estilizado en mayúsculas) es una marca china de vehículos utilitarios deportivos prémium, división automotriz del grupo fabricante de automóviles chino Chery. Fue introducida en septiembre de 2017.

## Historia
La marca Exeed se presentó el 14 de septiembre de 2017 en el Salón Internacional del Automóvil de Fráncfort en Alemania, con el vehículo conceptual TX, un SUV mediano con las insignias de Chery. El primer vehículo de la marca Exeed revelado es el concepto Exeed LX, presentado en el Salón del Automóvil el 29 de abril de 2018 en Pekín. 
El primer modelo Exeed de producción lanzado fue el SUV mediano Exeed TX/TXL en marzo de 2019. En el siguiente mes de abril en el Salón del Automóvil de Shanghái, fue lanzado un tercer prototipo de Exeed, el E-IUV. En octubre, Exeed lanzó su segunda producción de vehículos, el SUV compacto LX basado en Chery Tiggo 7 Chery Tiggo.
El 22 de noviembre de 2019, en el Salón del Automóvil de Guangzhou, se reveló un vehículo conceptual, llamado VX, que presenta un SUV insignia de la marca. La producción del SUV completo Exeed VX de producción empezó en enero de 2020.
En febrero de 2020, se anunció que HAAH Automotive Holdings vendería los Exeed TXL y VX en los Estados Unidos como Vantas TXL y VX. Estaba previsto que estos modelos se lanzaran en 2021. En abril de 2021, la fecha de lanzamiento de la marca Vantas se retrasó hasta 2022 y se anunció que los primeros modelos se exportarían desde China a Estados Unidos. Sin embargo, más tarde en julio, HAAH se declaró en quiebra y se abandonaron los planes para Vantas y la otra marca básica de la compañía, T-GO, que planeaba vender el Chery Tiggo 7 de segunda generación.
En abril de 2021 en el Salón del Automóvil de Shanghái, Exeed reveló el quinto concepto de SUV de la marca, el Stellar, un SUV eléctrico de tamaño mediano.
Se anunció la llegada de la marca a Chile en julio de 2022.

## Vehículos

### Modelos actuales
- Exeed LX /Zhuifeng (2019-presente), SUV compacto
- Exeed TX (2019-presente), SUV de tamaño mediano
  - Exeed TXL/Lingyun (2019-presente), una versión extendida del TX
- Exeed VX /Lanyue (2020-presente), SUV de tamaño completo
- Exeed RX /Yaoguang (2023-presente), SUV mediano
- Exeed Sterra ET
- Exeed Terra ES

### Vehículos conceptuales
- Concepto TX (2017), un SUV de tamaño mediano que presenta una vista previa del TX de producción, con la insignia Chery
- LX concept (2018), un SUV eléctrico compacto
- E-IUV (2019), un SUV eléctrico compacto
- Concepto VX (2019), un SUV de tamaño completo que anticipa el VX de producción
- Stellar (2021), un SUV eléctrico de tamaño medio
- Concepto AtlantiX (2022), un SUV de tamaño mediano que anticipa la producción de Yaoguang

## Galería

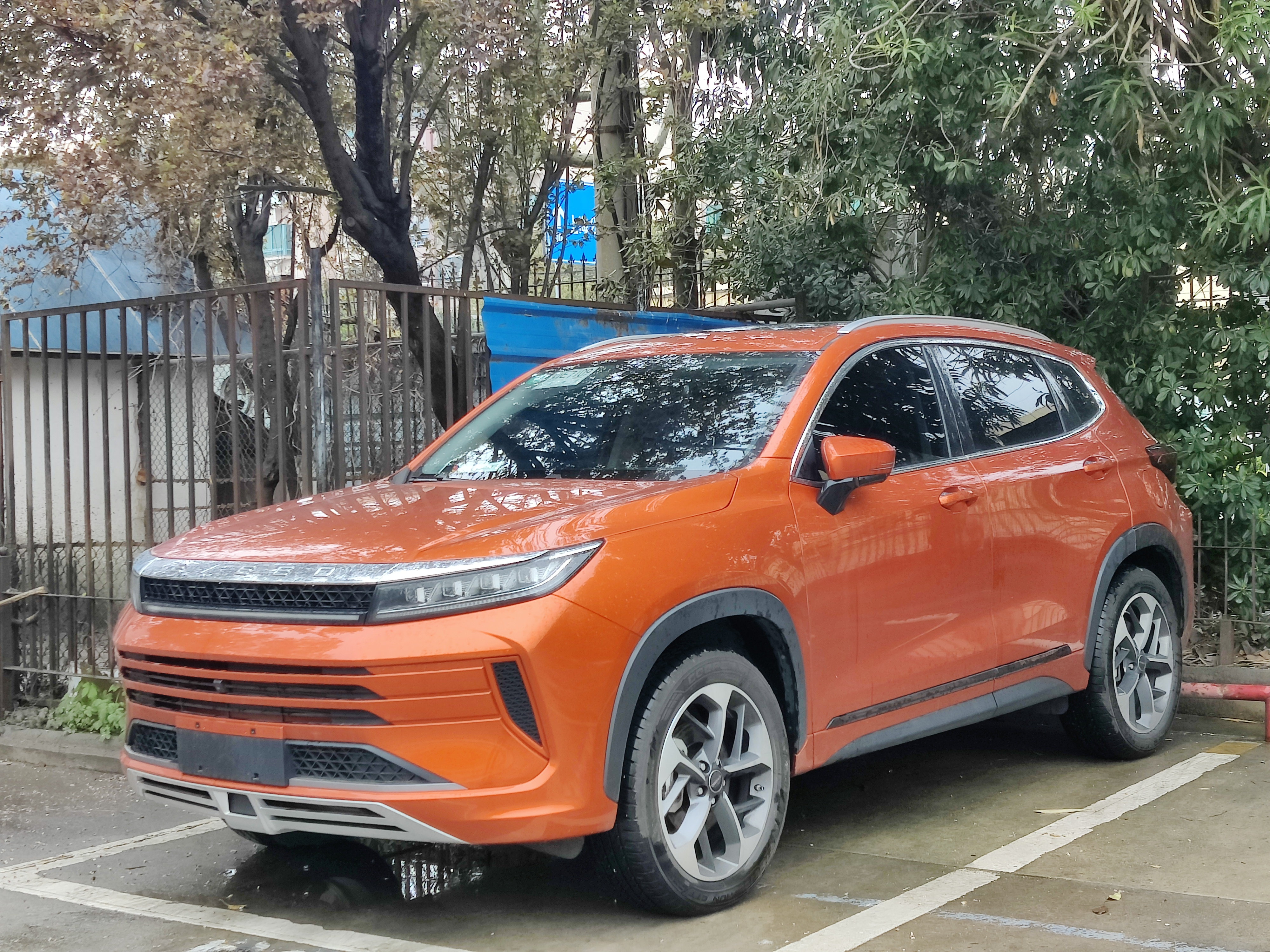
Exeed LX
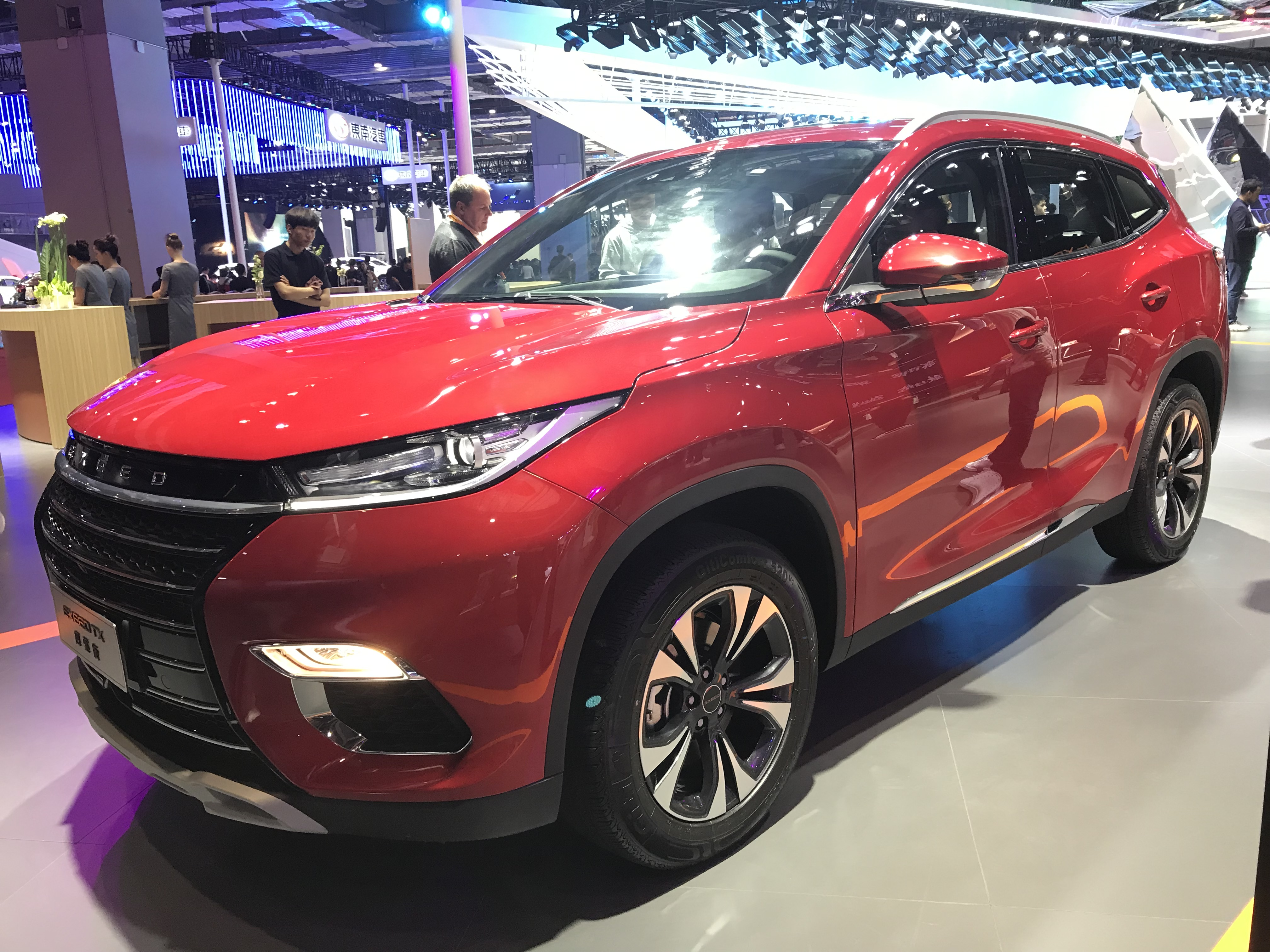
Exeed TX
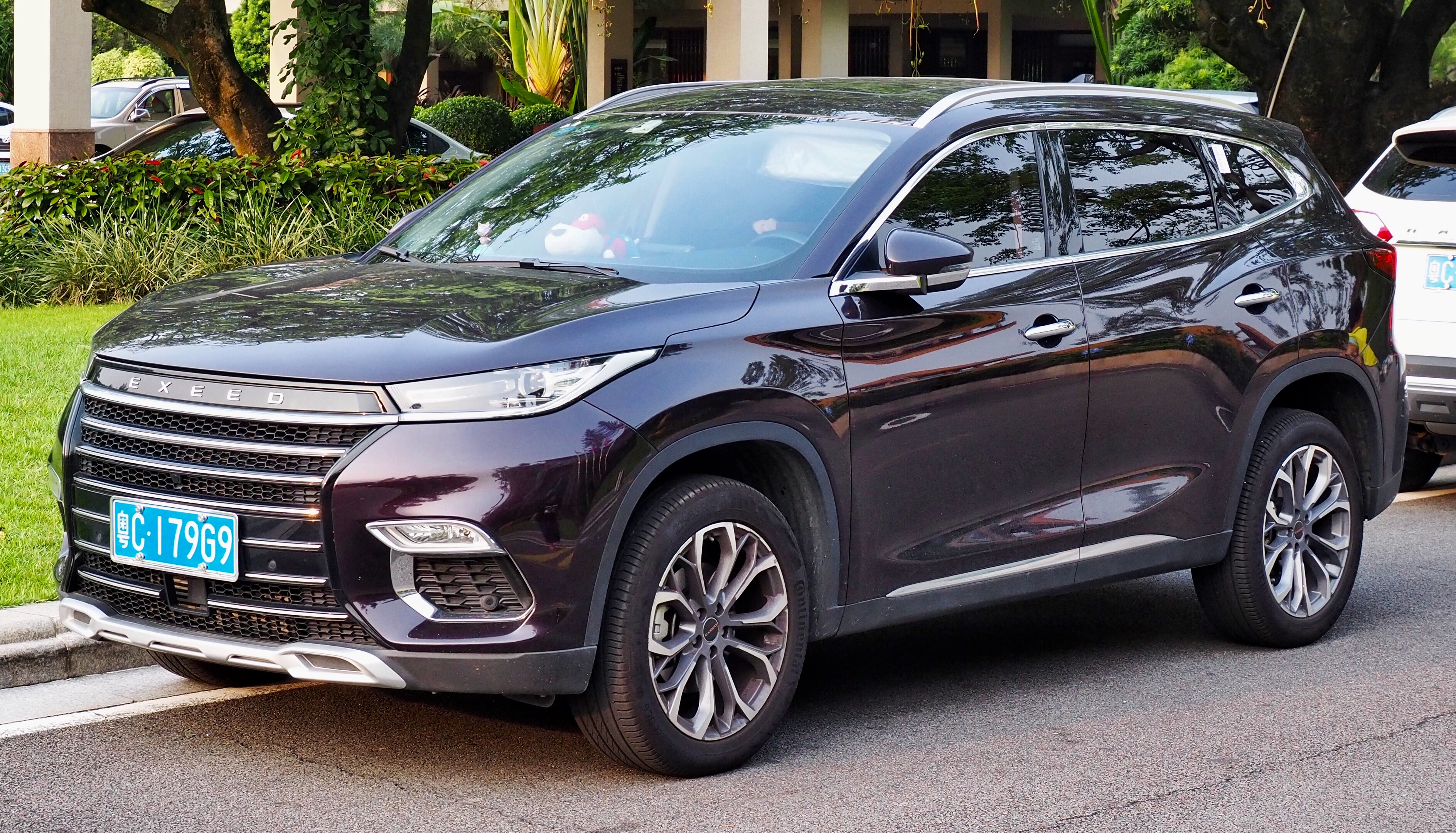
Exeed TXL
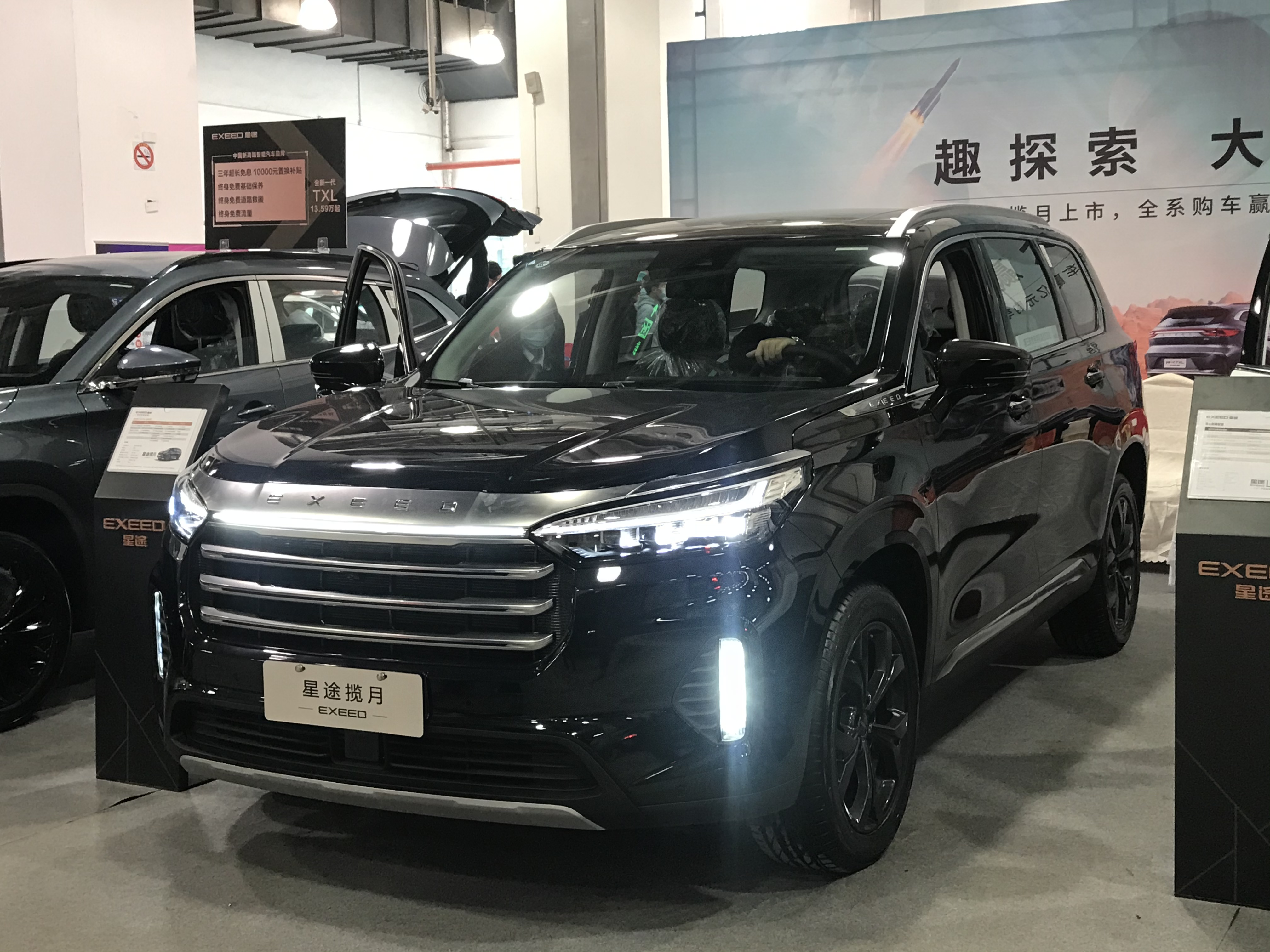
Exeed VX
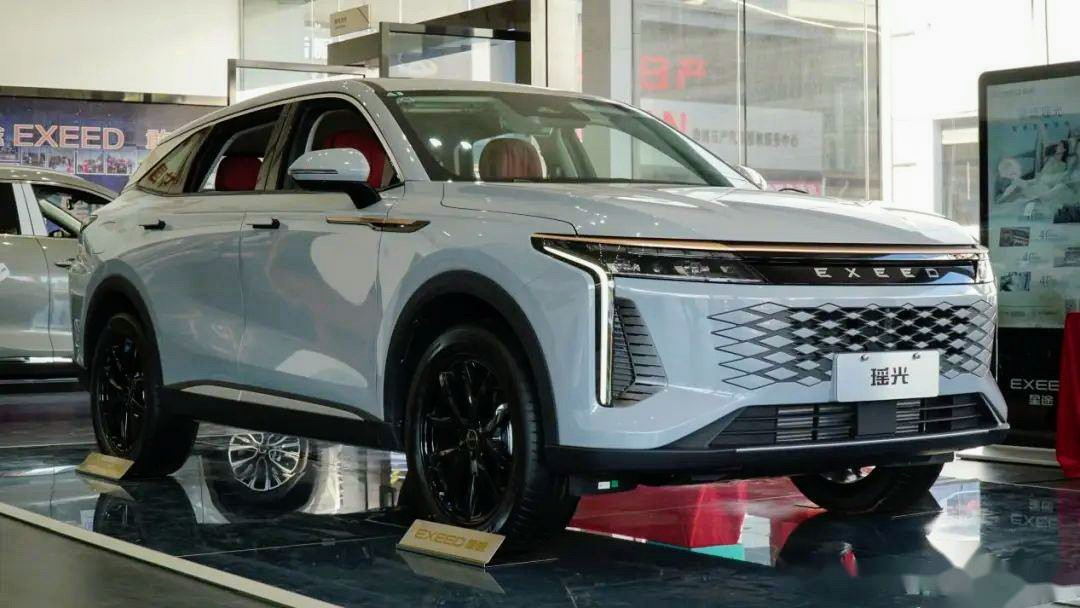
Exeed RX
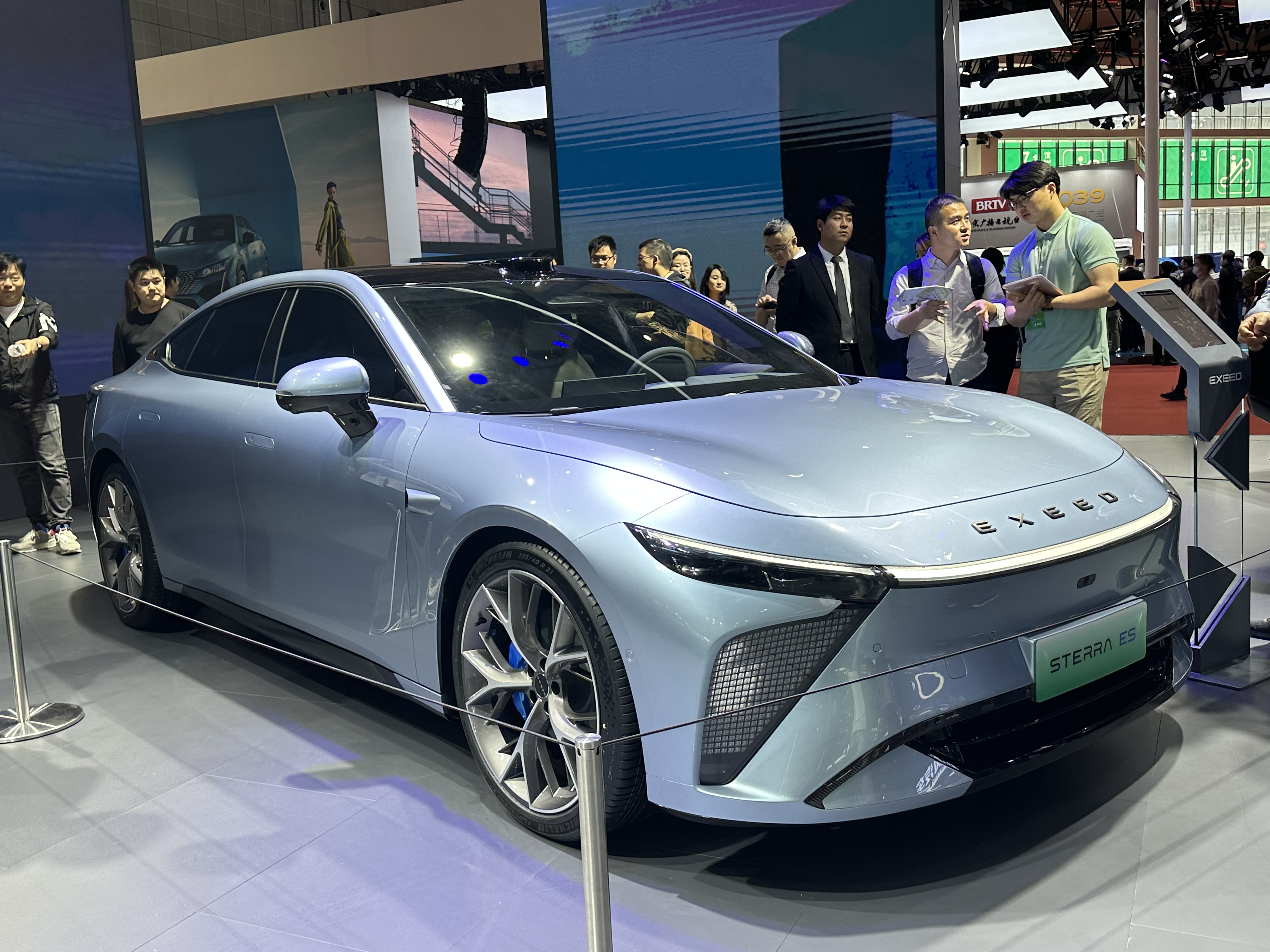
Exeed Sterra ES
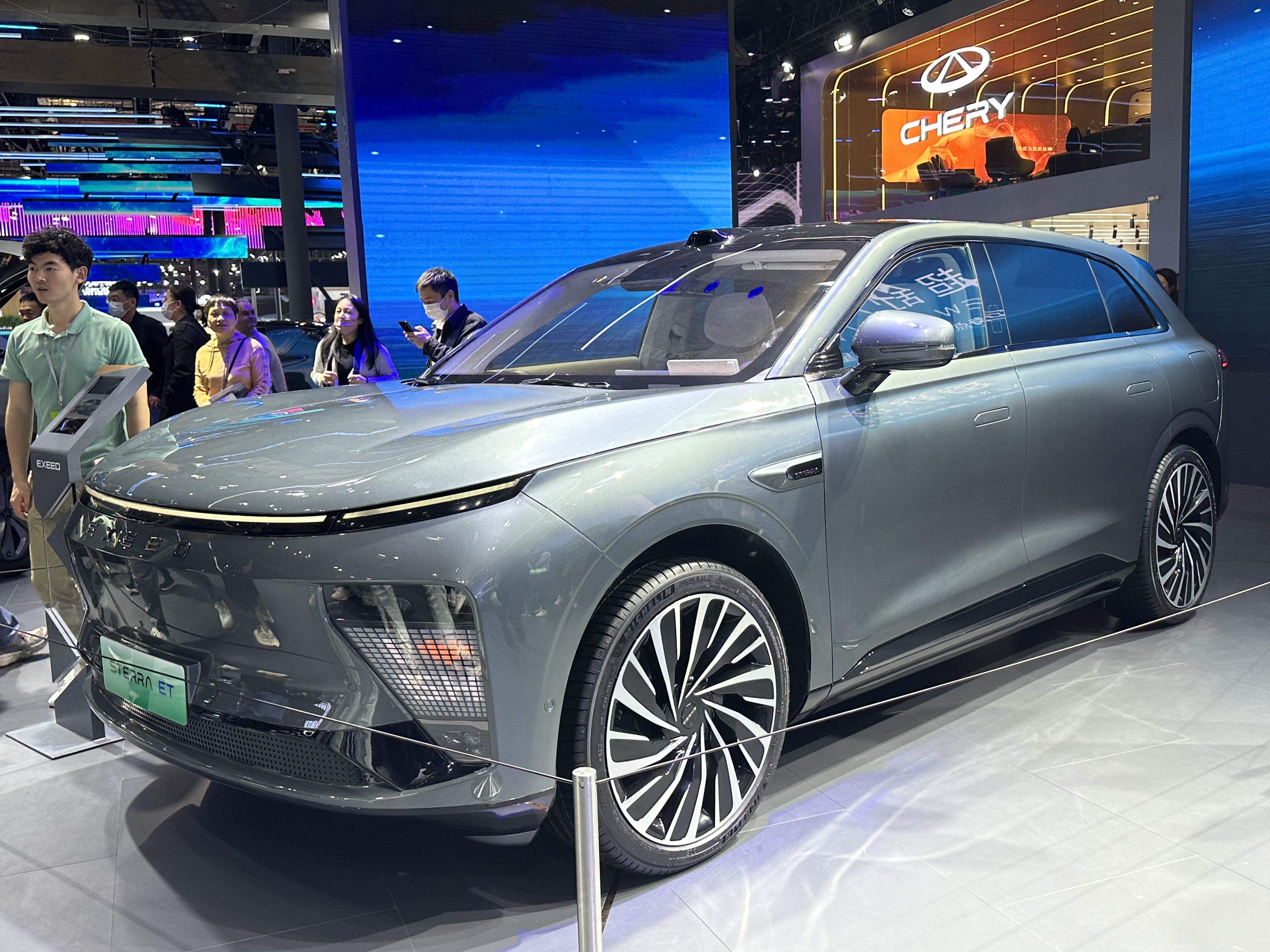
Exeed Sterra ET